# Museu estatal jueu Vilna Gaon
El Museu estatal jueu Vílnius Gaon (en lituà:Valstybinis Vilniaus Gaono Žydụ Muziejus) es localitza en la ciutat de Vílnius a Lituània, està dedicat al patrimoni històric i cultural dels jueus lituans.
El museu va ser creat el 1989 pel Ministeri de Cultura de Lituània. Al transcurs dels anys següents, els seus elements expositius, molts dels anteriors museus jueus a Lituània, es van reunir en un de sol, i en l'actualitat consta de cinc edificis. Va rebre el seu nom actual el 1997, en commemoració del 200 aniversari de la mort de l'erudit talmúdic Vilna Gaon.